# Valerietta forsteri
Valerietta forsteri là một loài bướm đêm trong họ Noctuidae.